# Zagórze (Bliżyn)
Pour les articles homonymes, voir Zagórze.
Zagórze est une localité polonaise de la gmina de Bliżyn, située dans le powiat de Skarżysko en voïvodie de Sainte-Croix.